# Alligator mississippiensis
L'alligatore del Mississippi (Alligator mississippiensis (Daudin, 1801)) è un rettile della famiglia degli Alligatoridi, endemico degli Stati Uniti d'America.
È uno dei pochi loricati a vivere anche in un'area a clima sostanzialmente temperato. I maschi hanno una taglia massima compresa tra i 4 metri e i 4,5 metri, ma tra la fine del XIX secolo e l'inizio del XX sono stati catturati esemplari di oltre 5 metri. Esistono racconti, non confermati, di esemplari di circa 6 metri. Le femmine raggiungono quasi i 3 metri.

## Distribuzione e habitat

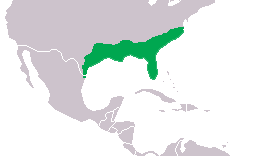
Areale dell'A. mississippiensis

Alabama, Arkansas, Carolina del Nord, Carolina del Sud, Florida, Georgia, Louisiana, Mississippi, Oklahoma, Texas.
Vive prevalentemente in stagni di acqua dolce e paludi, ma anche in fiumi, laghi e corsi d'acqua più piccoli. Possono tollerare per un breve periodo un ragionevole grado di salinità, e sono stati trovati nelle acque salmastre delle paludi di mangrovie. In ogni caso, mancano delle ghiandole escretori del sale (al contrario dei coccodrilli). Una caratteristica dell'alligatore del Mississippi è il grosso quarto dente inferiore che si inserisce in una fossetta della mascella superiore.

## Descrizione

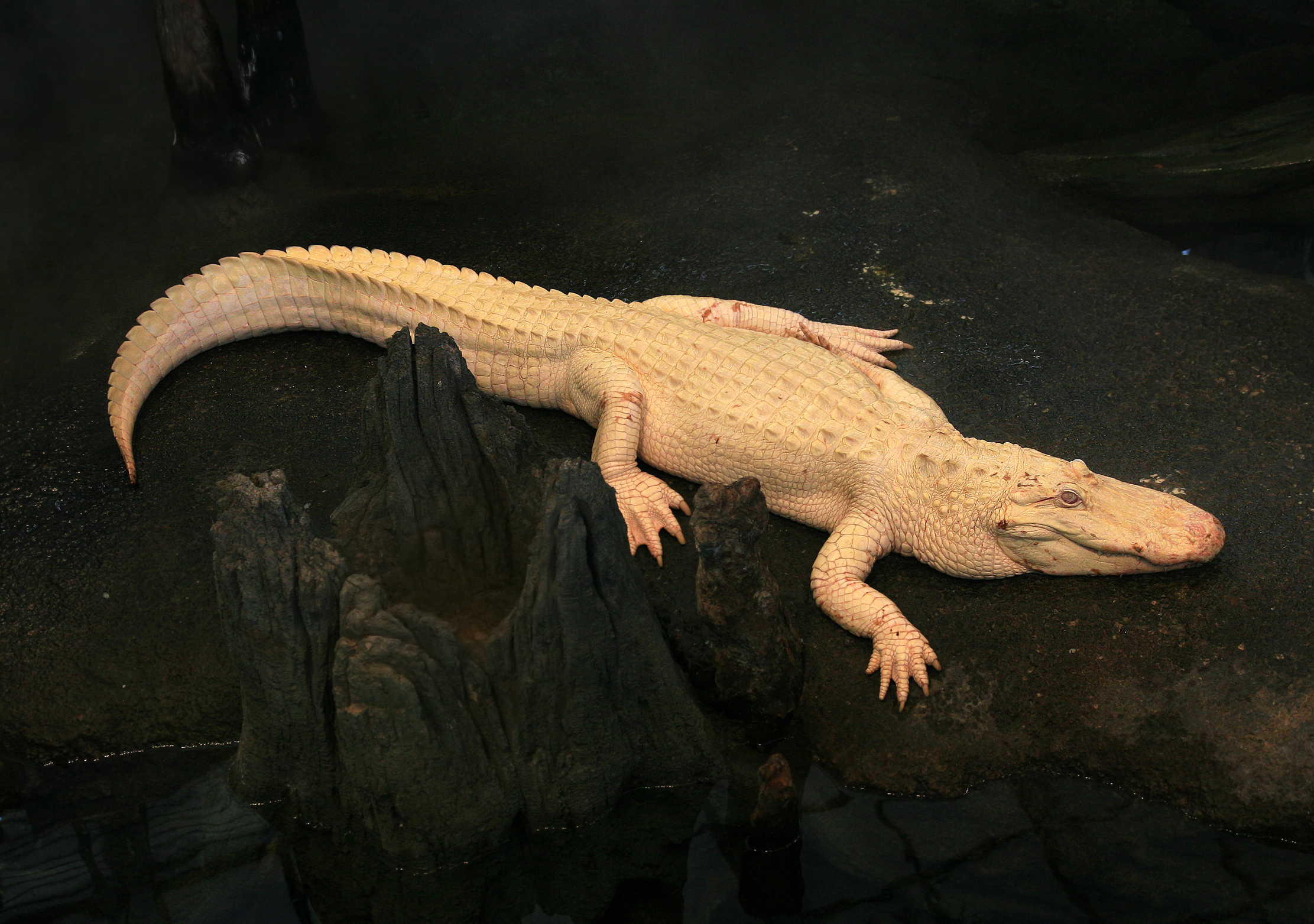
Esemplare albino alla California Academy of Sciences

Il corpo è praticamente uguale a quello degli altri loricati, e il muso è quello caratteristico degli altri alligatoridi, allargato. La larghezza varia a seconda delle popolazioni. Gli animali in cattività hanno una mascella significativamente più grossa degli animali selvatici, probabilmente a causa di differenze nella dieta. Quando la bocca è chiusa, i bordi della mascella inferiore coprono i denti superiori, la cui punta trova alloggio in apposite cavità. È presente un arco penale, simile a quello riscontrabile negli altri alligatoridi.
I piccoli sono sostanzialmente uguali ai coccodrilli del Nilo, fatta eccezione per la colorazione. Infatti hanno vivaci bande bianco-nere su fondo nero.
Totale denti: 30-35:
Mascellari: 13 - 15;
Mandibolari: 19-20.
I denti ricrescono.
Gli alligatori possono raggiungere i 500 kg di peso, anche se in media si aggirano sui 200-250 kg (femmine) o 350-400 kg (maschi). Esemplari di 600 kg non sono mai stati documentati nell'ultimo secolo, nonostante i presunti avvistamenti.
Il loro morso, come per tutti i coccodrilli, è uno dei più forti in natura. L'alligatore può esercitare una pressione mascellare di 400 kg/cm² per una forza di 16.000 N (1600 kg forza), sei volte più alta di quella generata da uno squalo bianco o da una tigre. Le mascelle si chiudono a scatto in circa 20 centesimi di secondo, con una velocità dell'ordine di 380 km/h. In proporzione al peso, la forza del suo morso è simile a quella degli altri coccodrilli, inclusi caimani e gaviali; ciò gli consente di spezzare qualunque osso e di rompere istantaneamente il guscio di molluschi e persino grosse tartarughe.
L'alligatore del Mississippi è presente in natura allo stato libero ma è anche allevato dall'uomo allo scopo di ricavarne carne per l'alimentazione e pelle. La pelle di alligatore mississippiensis è infatti considerata di grande pregio dall'industria della moda e del lusso, che la utilizza per la produzione di scarpe, borse, valigette, valigie.

## Alimentazione
I giovani si nutrono prevalentemente di insetti, piccoli pesci e rane.
Gli adulti predano praticamente qualunque animale si avvicini al loro territorio di caccia, compresi altri piccoli alligatori, oltre a catturare pesci ed anfibi. Non esitano ad attaccare bestiame, come mucche e cavalli, che uccidono grazie al potentissimo morso o trascinandoli in acqua in una stretta mortale. Sono stati documentati casi di alligatori che hanno predato con successo esemplari adulti di puma e orso nero; questo comportamento dipende molto dalla zona, con aree in cui è poco frequente anche per la mancata interazione e aree in cui è quasi normale.
Dal momento che entrano spesso in contatto con aree antropizzate, può capitare che catturino animali domestici come cani o gatti. Ci sono stati anche casi di attacchi a bambini e adulti, specialmente se provocati. In molte zone vengono nutriti da umani, comportamento che li incoraggia a prendere confidenza, diventando potenzialmente pericolosi.
Come tutti i loricati sono opportunisti e non disdegnano di nutrirsi di carogne se sono affamati.
L'attività di nutrizione è controllata dalla temperatura dell'acqua e viene sospesa se la temperatura scende sotto i 20-23°
L'ultimo attacco fatale di un alligatore americano ai danni di un essere umano è avvenuto il 1º maggio 2020, portando al decesso Cynthia Covert, una donna di 58 anni, a Kiawah Island, nella Carolina del Sud.

## Comportamento

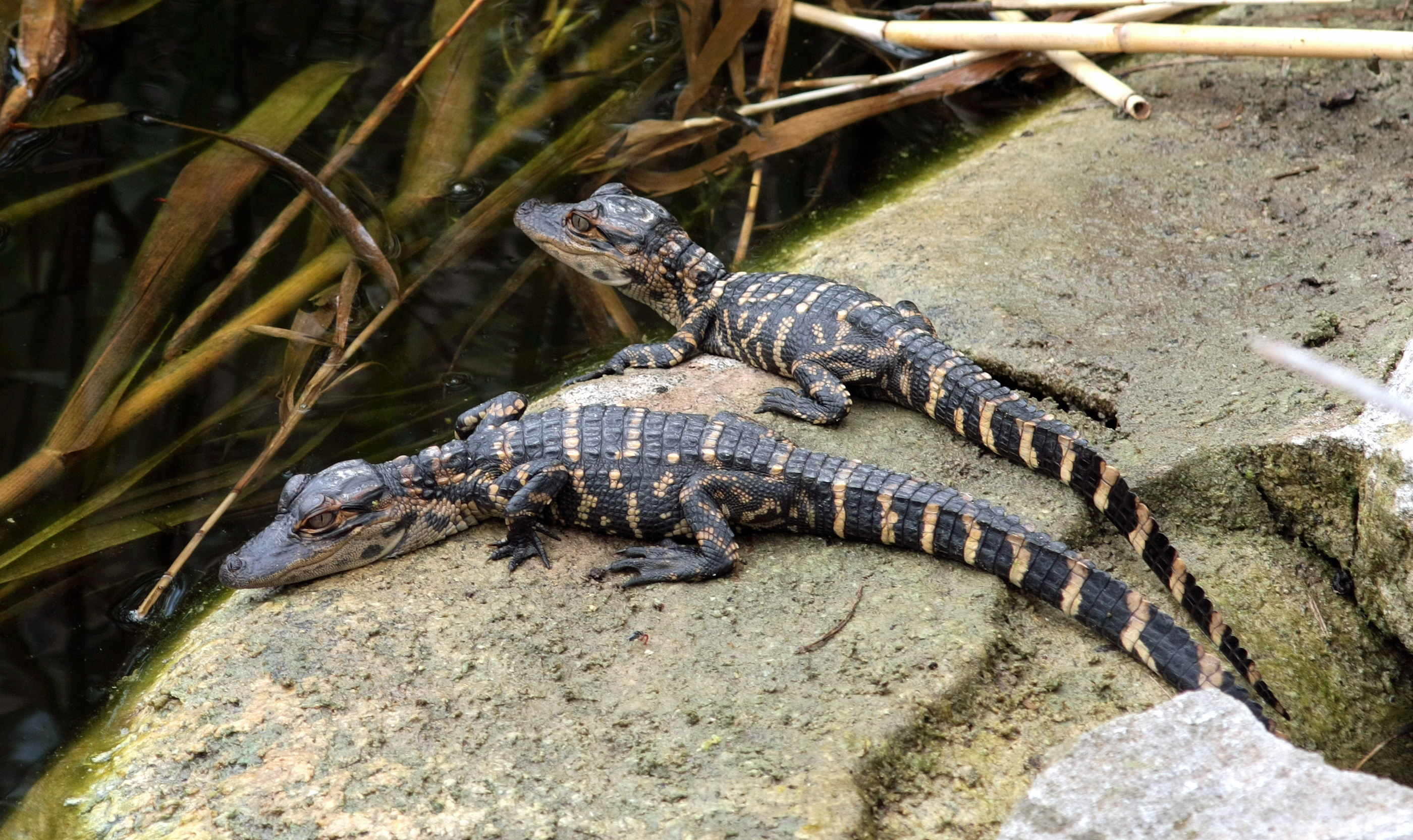
Due esemplari cuccioli di alligatore del Mississippi, fotografati in Florida.

È ben documentata la costruzione di tane, che vengono usate per ripararsi e ibernarsi quando cala la temperatura.
Usando le zampe e la coda scavano anche buche (le cosiddette “Alligator holes”) che fungono da trappole per l'umidità e rifugio nella stagione secca.
In ogni caso, quando si seccano, gli alligatori migrano per trovare altre aree umide.
Dal momento che non sono infastiditi dal cloro, anche le piscine nei centri abitati vanno bene. Il rituale di corteggiamento inizia in primavera, quando sale la temperatura e avviene sott'acqua.
Consiste in stimoli uditivi, visivi e tattili, come suoni a bassa frequenza o ripetuti colpi dati con la testa alla superficie dell'acqua.
Anche le posture del corpo comunicano informazioni.
L'intero rituale può durare diverse ore.
All'inizio dell'estate viene costruito il nido, con materiale vegetale e fango. 
Il nido può essere alto fino a un metro, con un diametro di due.
La femmina depone dalle 25 alle 60 uova in una depressione conica, scavata con le zampe.
Durante l'incubazione, la femmina rimane nei pressi del nido.
Quando si schiudono le uova, prende in bocca 8-10 piccoli alla volta, formando una tasca con la lingua, e li trasporta in acqua.
I piccoli rimangono con la madre per circa un anno, ma talvolta anche due o tre.
Durante l'inverno gli alligatori si ibernano. Possono anche sopravvivere al congelamento dell'acqua, facendo emergere le narici al disopra dello strato di ghiaccio e continuando così a respirare.